# Boghos Bey Yusufian
Boghos Bey Yusufian, auch Baghous Bey Youssefian (arabisch بوغوص يوسفيان, armenisch Պողոս Յուսուֆյան, * 1775 in Smyrna; † 1844) war ein Handels- und Außenminister von Muhammad Ali Pascha.

## Leben
Seine Eltern waren Mart'a und Hovsĕp, ein armenischer Händler aus Kayseri, der sich in Smyrna niedergelassen hatte. Mit seinem Bruder Bedros wurde Boghos Bey Yusufian im Haus und Büro ihres Onkels Arakel Abroyan, dem Dragoman des britischen Konsulats in Izmir, ausgebildet. Arakel Abroyan gab den Posten des Dragoman an Boghos weiter. Bedros Yusufian leitete ein Handelshaus mit Sitz in Triest.
In den 1790er Jahren war Boghos Bey Yusufian Zollbeamter von Murad Bey Muhammad im ägyptischen Rosette.
Unter Wali Muhammad Ali Pascha, El Kebir war er Handels- und Außenminister.